# 高雄神社
高雄神社（たかおじんじゃ）は、日本統治時代の台湾高雄州高雄市寿町（現在の高雄市鼓山区）にあった神社である。

## 祭神
社格は県社で、能久親王・大物主命・崇徳天皇を祭神としていた。

## 歴史
1910年（明治43年）2月5日、讃岐の金刀比羅宮から勧請し、寿山の下に打狗金刀比羅神社の社名で創建された。1920年（大正9年）5月、能久親王が増祀され、打狗神社に改称された。同年12月、更に高雄神社に改称された。1928年（昭和3年）11月8日に社殿を寿山の中腹に遷座し、1932年（昭和7年）4月22日に県社に列格した。
戦後、跡地には高雄市忠烈祠が建てられた。1973年には社殿が建て替えられた。

## 遺構
参道、大鳥居（戦後に屋根を設置）、狛犬、大燈籠の一部などが残る。

2018年には境内にあった燈籠が復元され、再設置された。

参道下にあった高雄市武徳殿は、小学校施設を経たのち復原され、現在も武道場として使用されている。

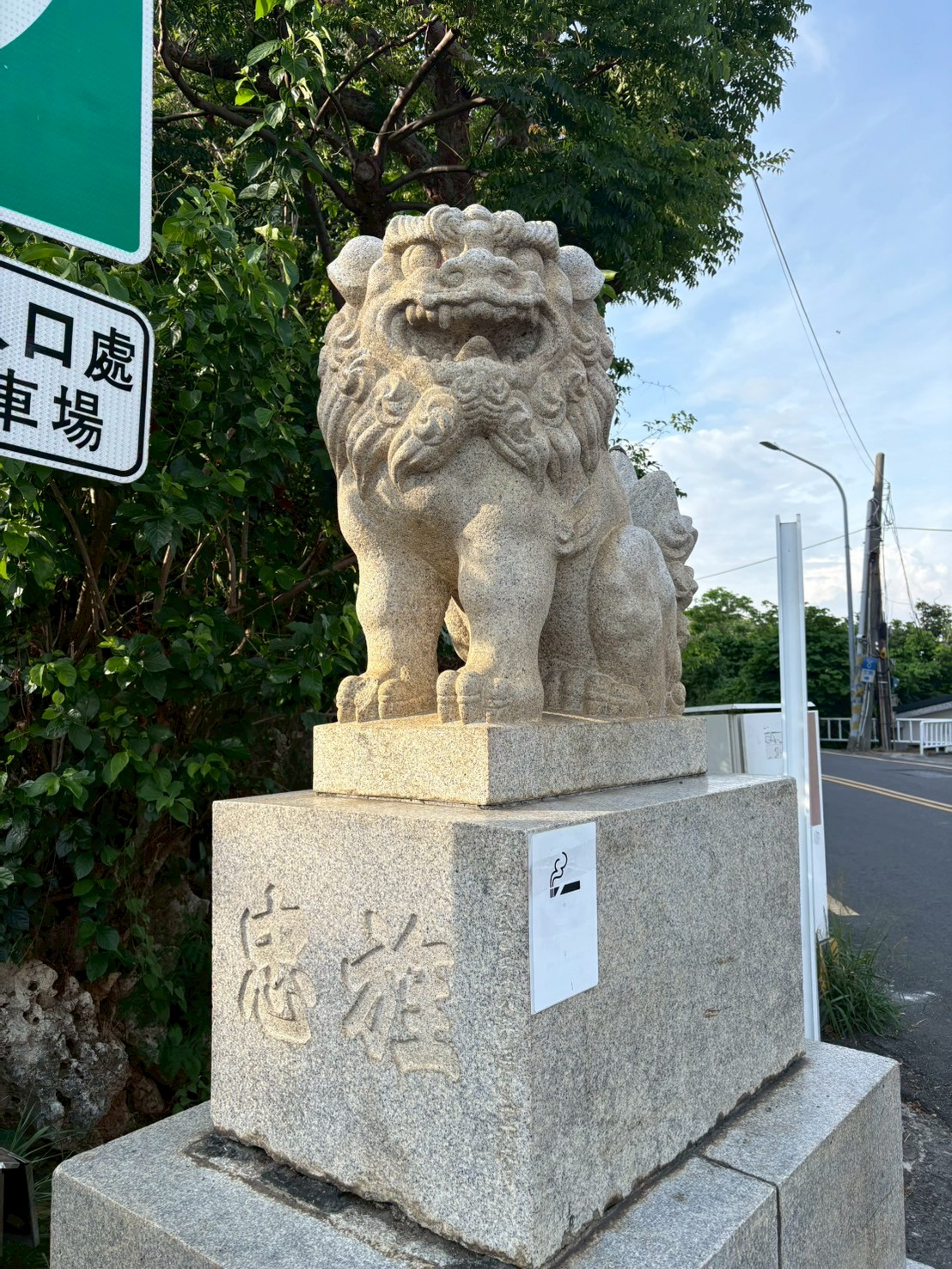
2025.05.25撮影

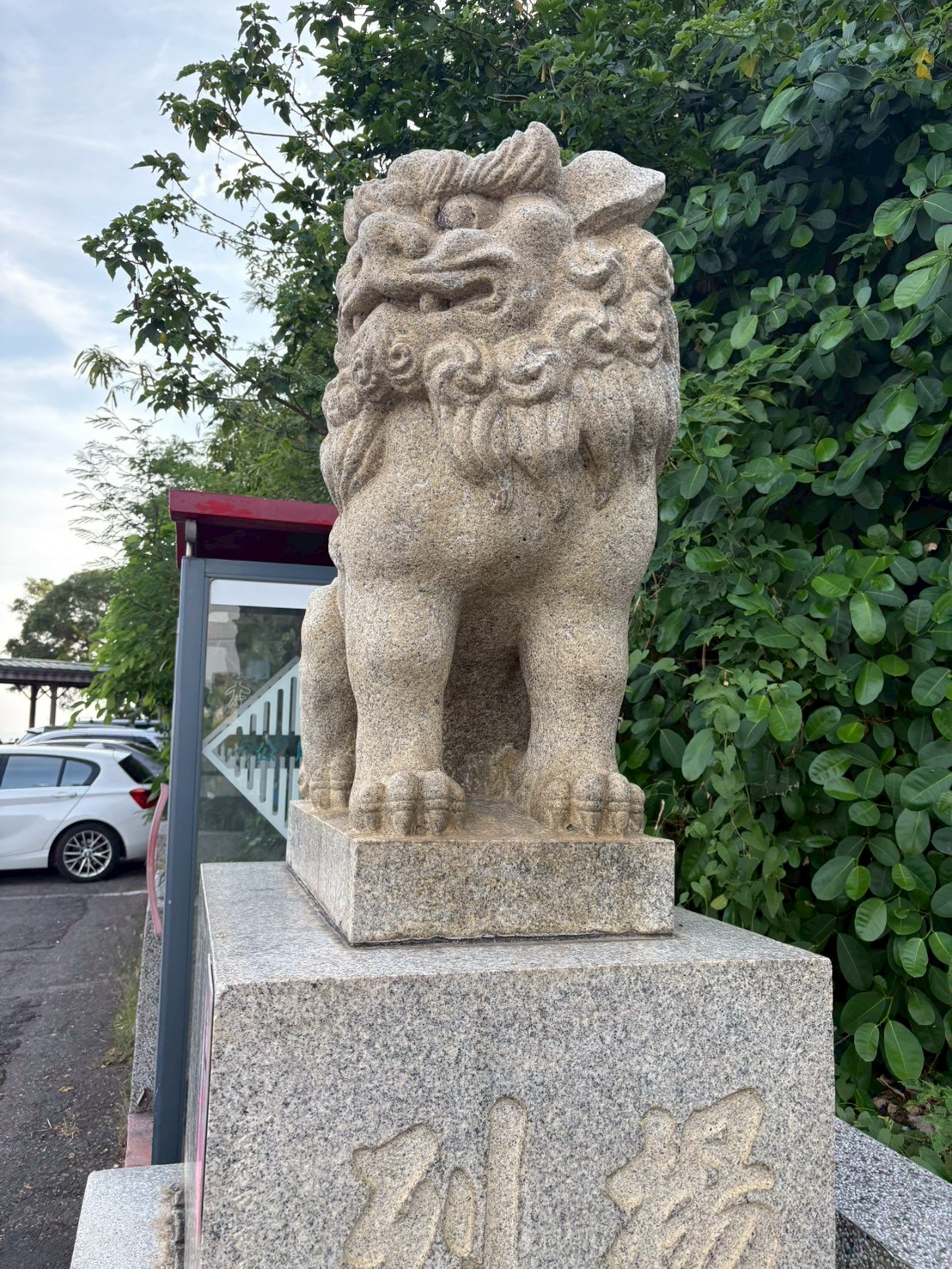
2025.05.25撮影

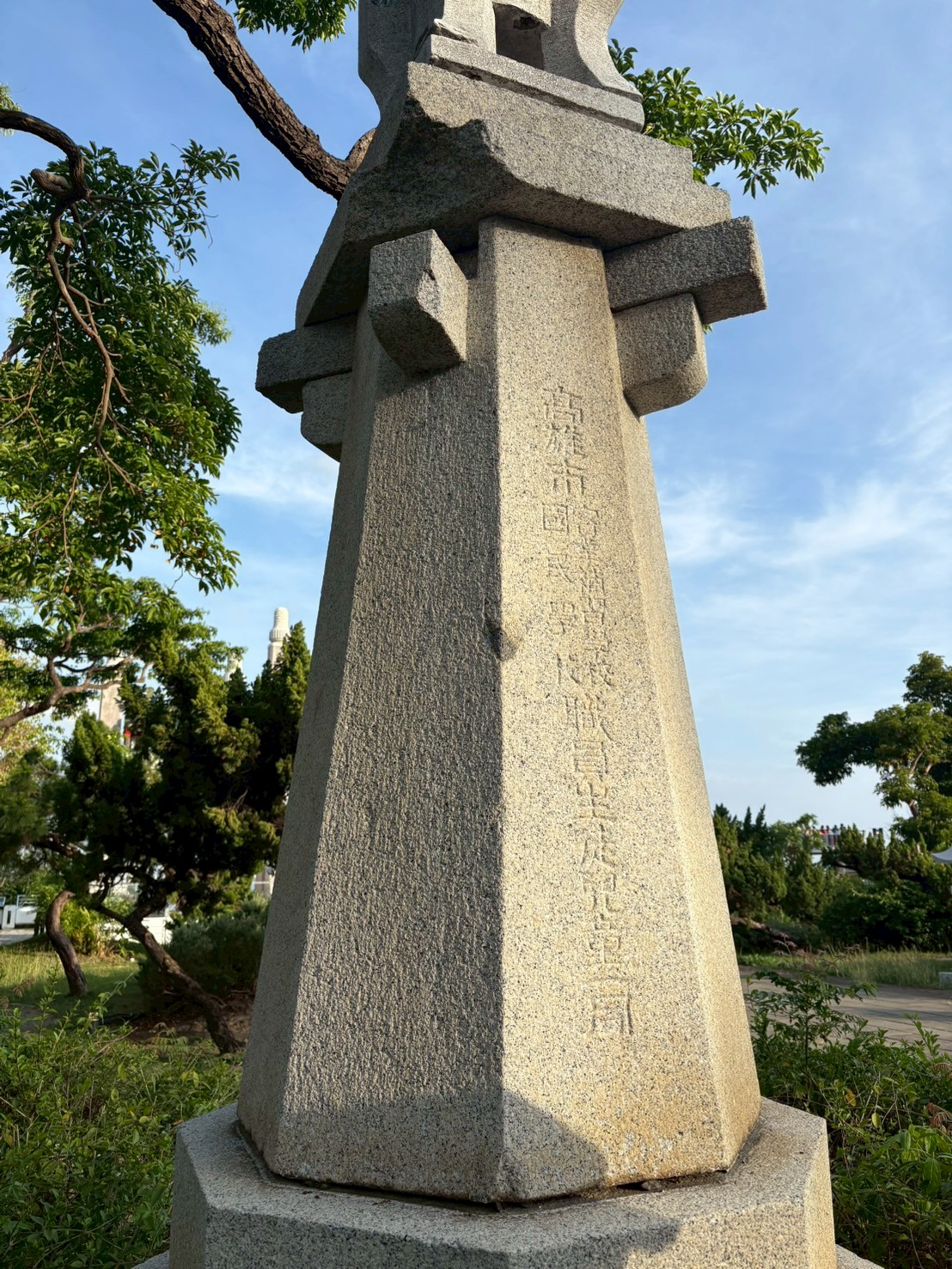
2025.05.25撮影

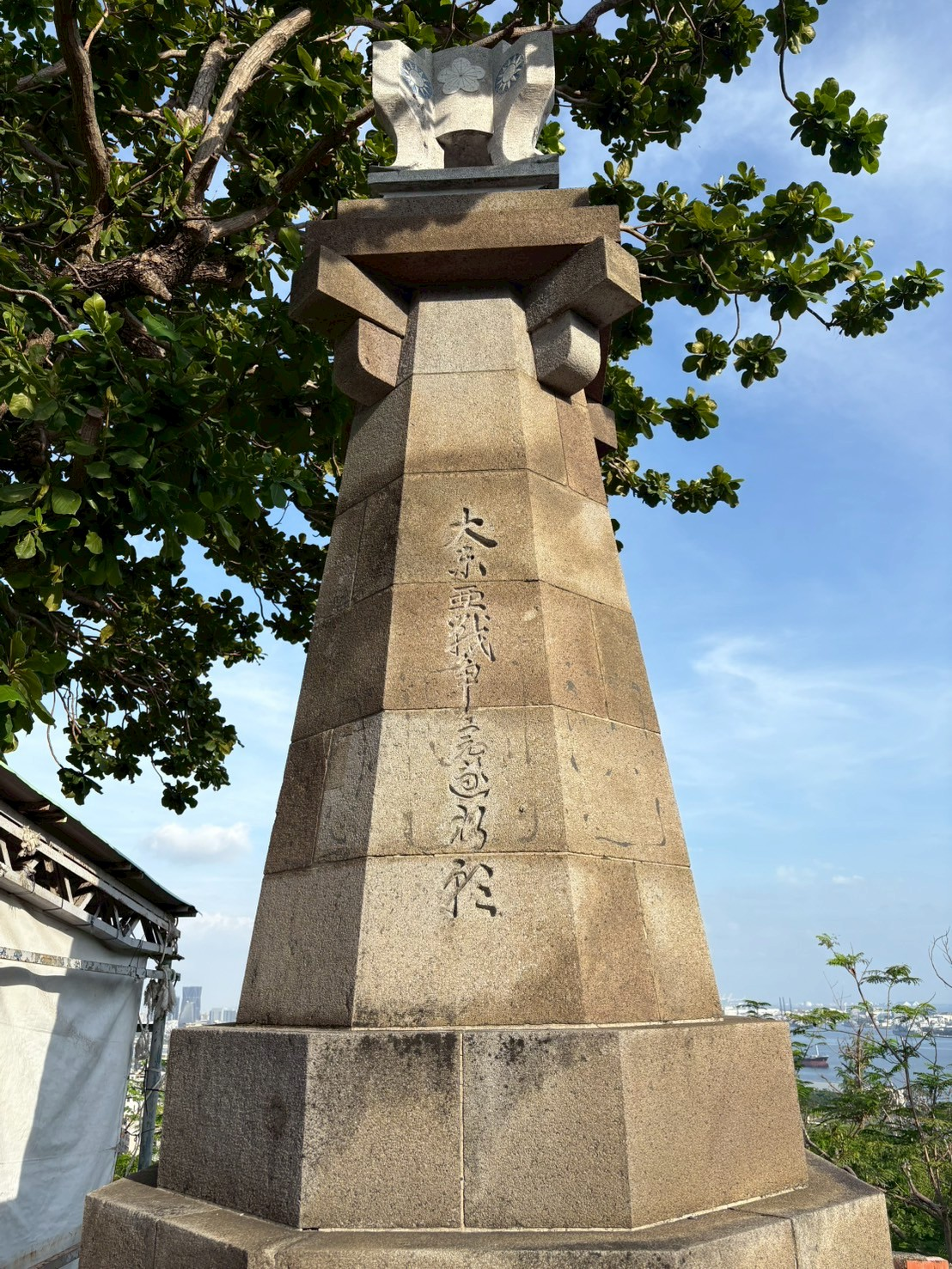
2025.05.25撮影

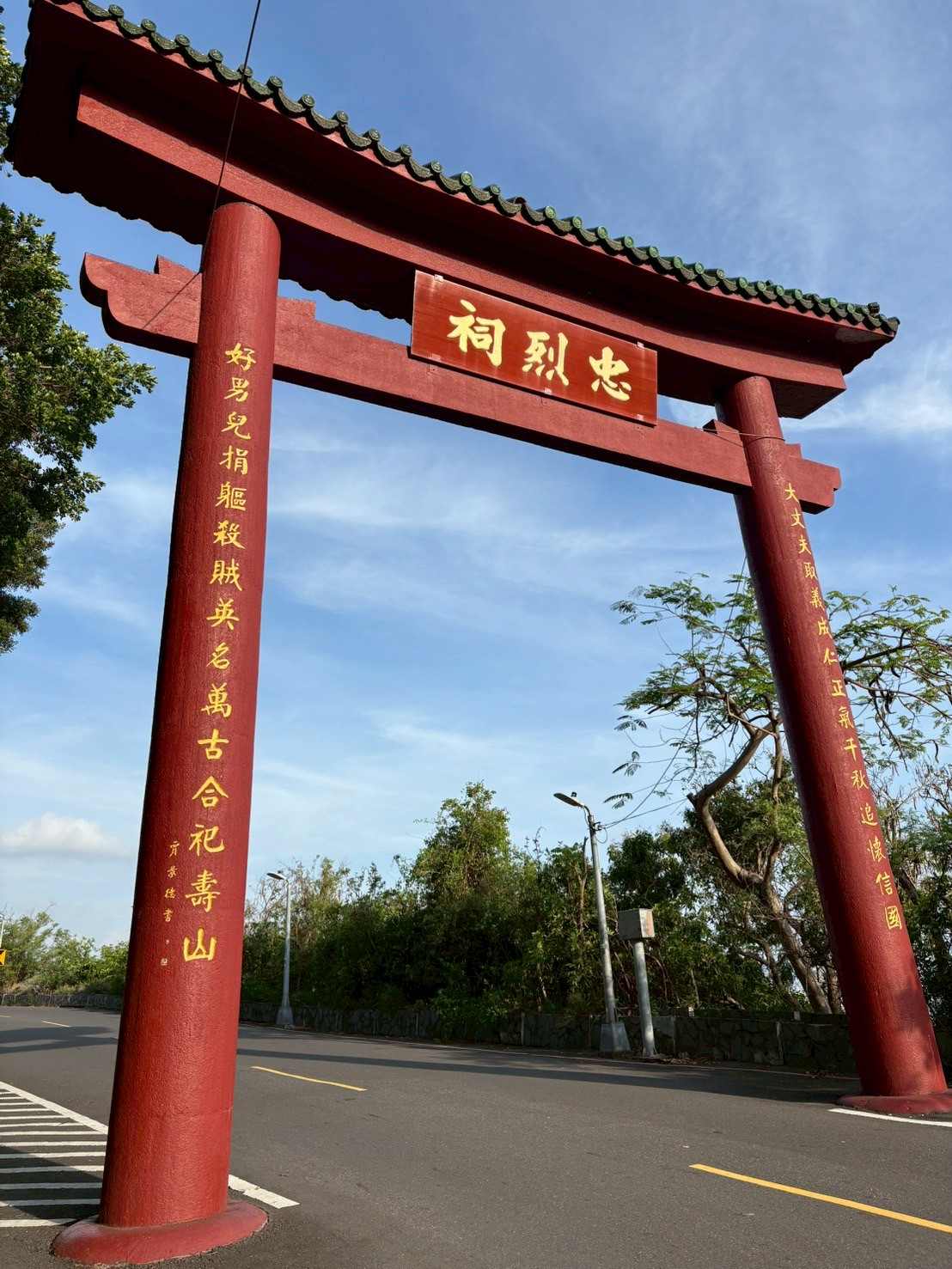
2025.05.25撮影

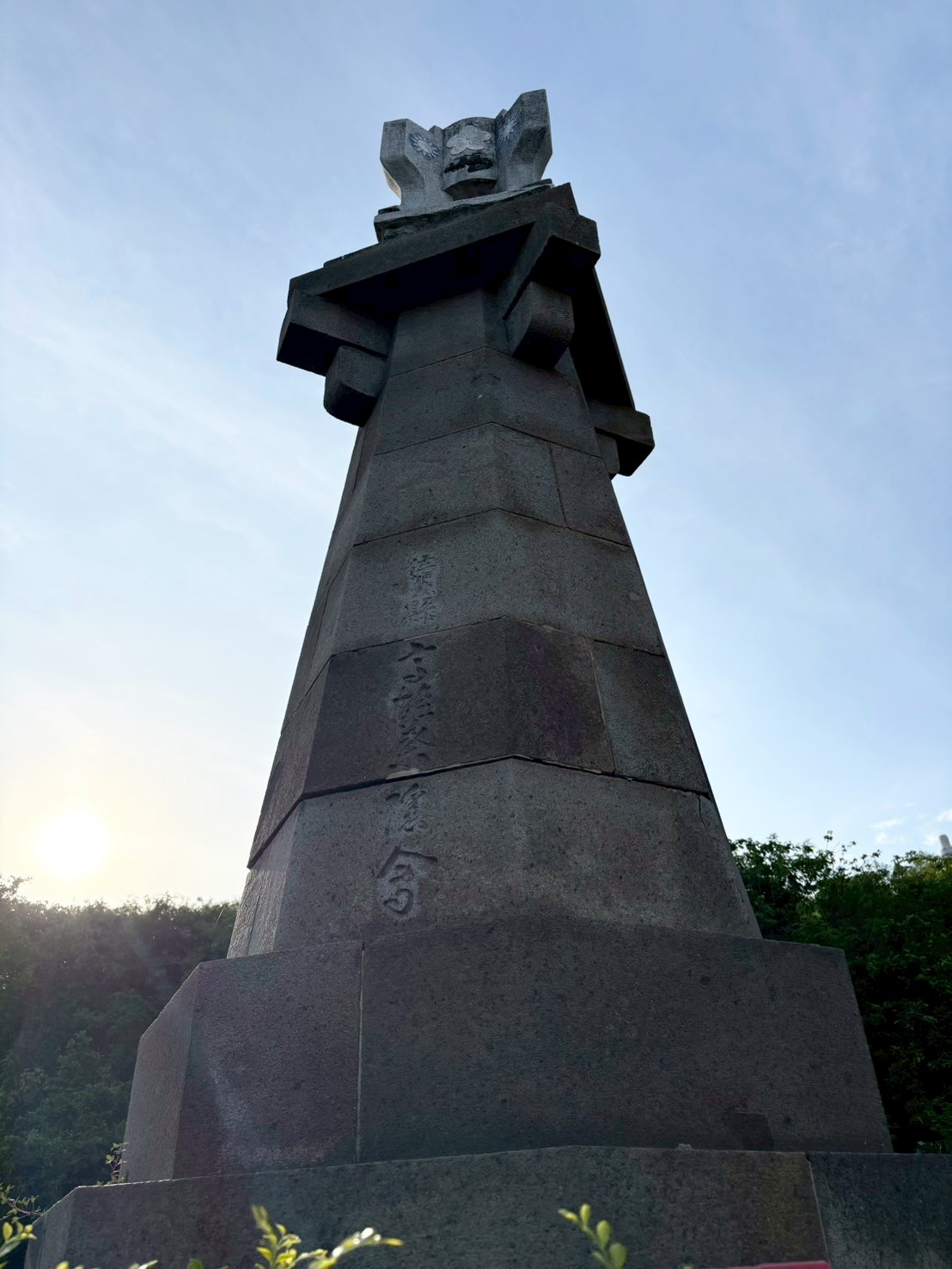
2025.05.25撮影